# Movimiento ético
El movimiento ético, también conocido como Movimiento de Cultura Ética, Humanismo Ético o simplemente Cultura Ética, es un movimiento ético, educativo y religioso que generalmente se remonta a Felix Adler (1851–1933). Las organizaciones de capítulos individuales se denominan genéricamente "Sociedades éticas", aunque sus nombres pueden incluir "Sociedad ética", "Sociedad de cultura ética", "Sociedad para la cultura ética", "Sociedad humanista ética" u otras variaciones sobre el tema de "Ético".
El movimiento ético es una consecuencia de las tradiciones morales seculares del siglo XIX, principalmente en Europa y Estados Unidos. Mientras que algunos en este movimiento se organizaron para un movimiento humanista secular, otros intentaron construir un movimiento moral secular que fuera enfáticamente "religioso" en su enfoque para desarrollar códigos éticos humanistas, en el sentido de alentar estructuras congregacionales y ritos y prácticas religiosas. Mientras estaban en los Estados Unidos, estos movimientos se formaron como organizaciones educativas separadas (la Asociación Humanista Estadounidense y la Unión Ética Estadounidense), los equivalentes británicos de la Unión Ética Estadounidense, la Sociedad Ética South Place y la Unión Ética Británica se alejó conscientemente de un modelo congregacional para convertirse en Conway Hall (Sociedad Ética de Conway Hall) y Humanists UK (Humanistas del Reino Unido) respectivamente. Los movimientos congregacionales "ateos" posteriores incluyen la Asamblea dominical, cuyo capítulo de Londres ha utilizado Conway Hall como sede desde 2013.
A nivel internacional, la Cultura Ética y los grupos humanistas laicos siempre se han organizado de manera conjunta; la American Ethical Union y la British Ethical Union fueron miembros fundadores de Humanists International, cuyo nombre original "International Humanist and Ethical Union" reflejaba la unidad del movimiento.
La cultura ética se basa en la idea de que honrar y vivir de acuerdo con los "principios éticos" es fundamental para vivir vidas significativas y plenas, y para crear un mundo que sea bueno para todos. Los practicantes de la cultura ética se enfocan en apoyarse unos a otros para convertirse en mejores personas y en hacer el bien en el mundo.

## Historia

### Fondo
El movimiento ético fue una consecuencia de la pérdida general de fe entre los intelectuales de la era victoriana. Un precursor de las doctrinas del movimiento ético se puede encontrar en la Sociedad Ética de South Place, fundada en 1793 como la Capilla de South Place en Finsbury Square, al borde de la Ciudad de Londres.
A principios del siglo XIX, la capilla se hizo conocida como "un lugar de reunión radical". En ese momento era una Asamblea General de Iglesias Unitarias y Cristianas Libres, y ese movimiento, apoyó la igualdad femenina. Bajo el liderazgo del reverendo William Johnson Fox (quien se convirtió en ministro de la congregación en 1817), prestó su púlpito a activistas como Anna Wheeler, una de las primeras mujeres en hacer campaña por el feminismo en reuniones públicas en Inglaterra, quien habló en 1829 sobre "Derechos de la mujer". En décadas posteriores, la capilla se alejó del unitarismo, cambiando su nombre primero a Sociedad Religiosa de South Place, luego a Sociedad Ética de South Place (un nombre que mantuvo formalmente, aunque era más conocido como Conway Hall desde 1929) y ahora es Sociedad Ética de Conway Hall.
La Comunidad de la Nueva Vida (Fellowship of the New Life) fue establecida en 1883 por el intelectual escocés Thomas Davidson. Los miembros de la beca incluyeron a los poetas Edward Carpenter y John Davidson, el activista por los derechos de los animales Henry Stephens Salt, sexóloga Havelock Ellis, feminista Edith Lees (que luego se casó con Ellis), novelista Olive Schreiner y Edward R. Pease.
Su objetivo era "El cultivo de un carácter perfecto en todos y cada uno". Querían transformar la sociedad dando un ejemplo de vida limpia y simplificada para que otros lo siguieran. Davidson fue un gran defensor de una filosofía estructurada sobre la religión, la ética y la reforma social.
En una reunión el 16 de noviembre de 1883, Maurice Adams redactó un resumen de los objetivos de la sociedad:

Nosotros, reconociendo los males y agravios que deben acosar a los hombres mientras nuestra vida social se base en el egoísmo, la rivalidad y la ignorancia, y deseando sobre todas las cosas suplantarla por una vida basada en el altruismo, el amor y la sabiduría, nos unimos, por el propósito de realizar la vida superior entre nosotros, y de inducir y capacitar a otros a hacer lo mismo.

Y ahora nos formamos en una Sociedad, que se llamará el Gremio [Fellowship] de la Nueva Vida, para llevar a cabo este propósito.

Aunque la Fraternidad fue una organización de corta duración, generó la Sociedad Fabiana, que se separó en 1884 de la Fraternidad de la Nueva Vida.

### En América

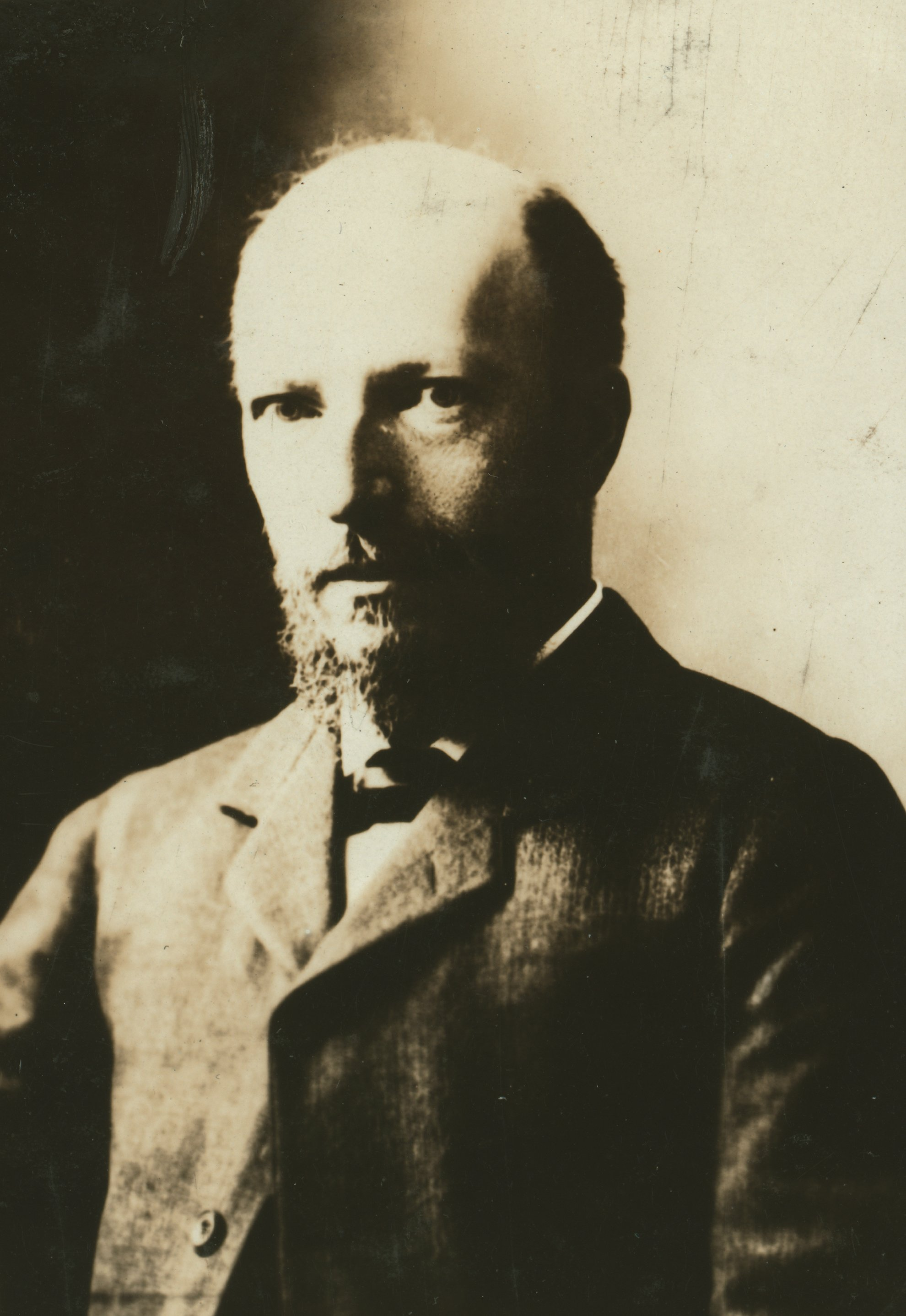
Felix Adler, fundador del movimiento Ético.

En su juventud, Felix Adler estaba siendo entrenado para ser un rabino como su padre, Samuel Adler, el rabino de la Templo Emanu-El en Nueva York. Como parte de su educación, se matriculó en la Universidad de Heidelberg, donde fue influenciado por la filosofía neo-kantiana. Se sintió especialmente atraído por las ideas kantianas de que no se podía probar la existencia o inexistencia de deidades o inmortalidad y que la moralidad podía establecerse independientemente de la teología.
Durante este tiempo también estuvo expuesto a los problemas morales causados por la explotación de las mujeres y el trabajo. Estas experiencias sentaron las bases intelectuales para el movimiento Ético. A su regreso de Alemania, en 1873, compartió su visión ética con la congregación de su padre en forma de sermón. Debido a la reacción negativa que provocó, se convirtió en su primer y último sermón como rabino en formación. En cambio, tomó una cátedra en la Universidad de Cornell y en 1876 dio un sermón de seguimiento que condujo a la fundación en 1877 de la Sociedad de Cultura Ética de Nueva York, que fue la primera de su tipo. Para 1886, sociedades similares habían surgido en Filadelfia, Chicago y St. Louis.
Todas estas sociedades adoptaron la misma declaración de principios:
- La creencia de que la moralidad es independiente de la teología;
- La afirmación de que han surgido nuevos problemas morales en la sociedad industrial moderna que no han sido abordados adecuadamente por las religiones del mundo;
- El deber de participar en la filantropía en el avance de la moralidad;
- La creencia de que la autorreforma debe ir a la par de la reforma social;
- El establecimiento de un gobierno republicano en lugar de monárquico de sociedades éticas
- El acuerdo de que la educación de los jóvenes es el fin más importante.

En efecto, el movimiento respondió a la crisis religiosa de la época reemplazando la teología con una moralidad pura. Su objetivo era "desenredar las ideas morales de las doctrinas religiosas, los sistemas metafísicos y las teorías éticas, y convertirlos en una fuerza independiente en la vida personal y las relaciones sociales". Adler también fue particularmente crítico con el énfasis religioso en credo, creyendo que es la fuente del fanatismo. Por lo tanto, trató de proporcionar un compañerismo universal desprovisto de rituales y ceremonias, para aquellos que de otro modo estarían divididos por credos. Por las mismas razones, el movimiento también adoptó una posición neutral sobre las creencias religiosas, defendiendo ni ateísmo ni teísmo, agnosticismo ni deísmo.

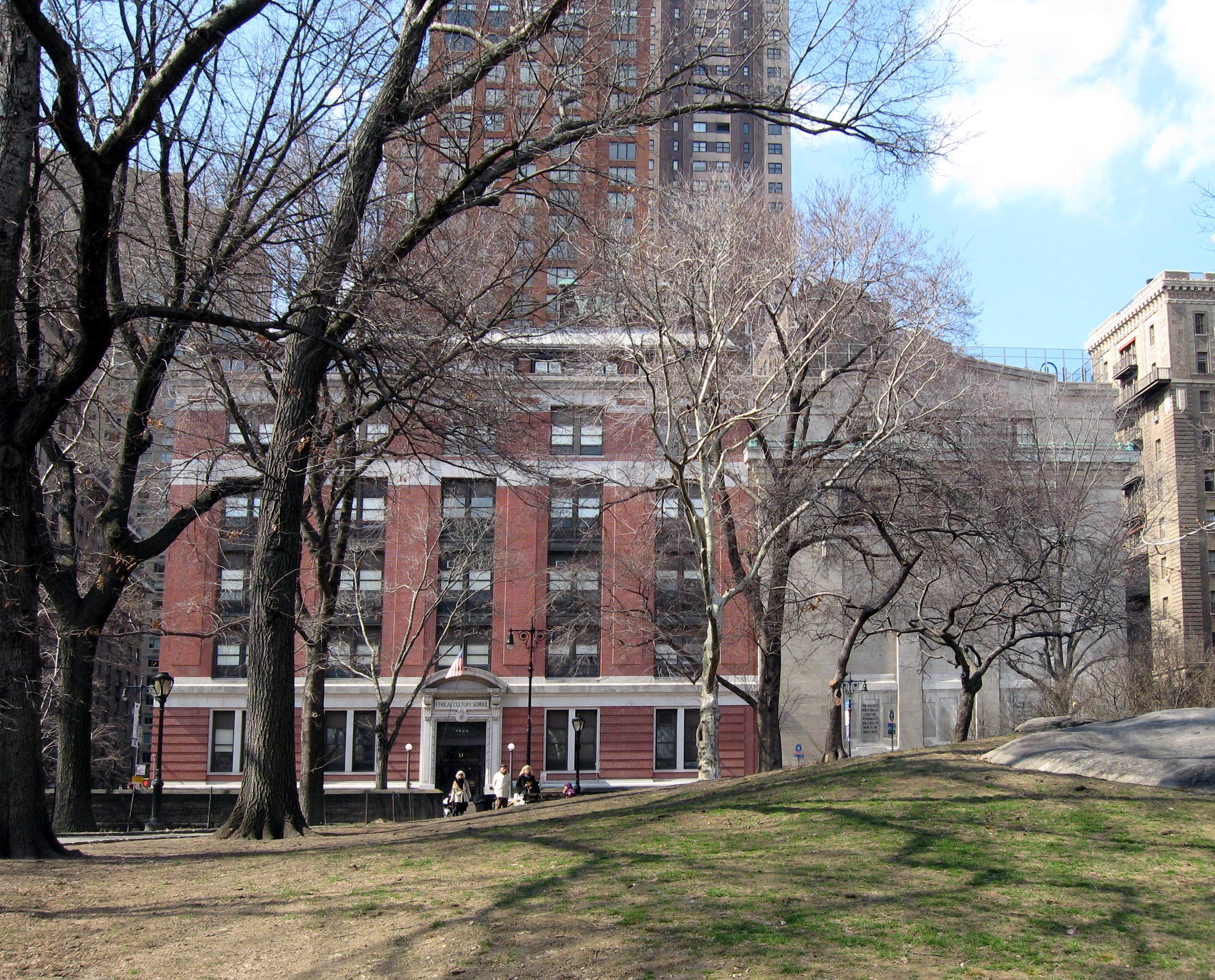
Edificios de la Escuela de Cultura Ética (rojo) y de la Sociedad de Cultura Ética (blanco).

El énfasis adleriano en "hecho, no credo" se tradujo en varios proyectos de servicio público. El año después de su fundación, la sociedad de Nueva York abrió un jardín de infancia, un servicio de enfermería de distrito y una empresa constructora de viviendas. Más tarde abrieron la Escuela de Cultura Ética, entonces llamada "Escuela del Trabajador", una escuela dominical y una casa de verano para niños, y otras sociedades Éticas pronto siguieron su ejemplo con proyectos similares. A diferencia de los esfuerzos filantrópicos de las instituciones religiosas establecidas de la época, las sociedades éticas no intentaron hacer proselitismo a aquellos a quienes ayudaron. De hecho, rara vez intentaron convertir a alguien. Los nuevos miembros tenían que ser patrocinados por los miembros existentes, y las mujeres no pudieron unirse hasta 1893. También se resistieron a la formalización, aunque adoptaron lentamente ciertas prácticas tradicionales, como las reuniones dominicales y las ceremonias del ciclo de vida, pero lo hicieron en una forma humanista moderna. En 1893, las cuatro sociedades existentes se unificaron bajo la organización paraguas, la American Ethical Union.
Después de algún éxito inicial, el movimiento se estancó hasta después de la Segunda Guerra Mundial. En 1946 se hicieron esfuerzos de revitalización y se crearon sociedades en Nueva Jersey y Washington D. C., junto con la inauguración del Campamento para la Ciudadanía. En 1968 había treinta sociedades con una membresía nacional total de más de 5500. Sin embargo, el movimiento resucitado difería de su predecesor en algunos aspectos. Los grupos más nuevos se estaban creando en lugares suburbanos y, a menudo, para proporcionar escuelas dominicales alternativas para niños, con actividades para adultos como una idea de último momento.
También hubo un mayor enfoque en la organización y la burocracia, junto con un giro hacia adentro que enfatizaba las necesidades de los miembros del grupo sobre los problemas sociales más generales que originalmente habían preocupado a Adler. El resultado fue una transformación de las sociedades éticas estadounidenses en algo mucho más parecido a pequeñas congregaciones cristianas en las que la preocupación más apremiante del ministro es atender a su rebaño.
En el siglo XXI, el movimiento continuó revitalizándose a través de las redes sociales y la participación con otras organizaciones humanistas, con un éxito desigual. A partir de 2014, había menos de 10 000 miembros oficiales del movimiento Ético.

### En Gran Bretaña

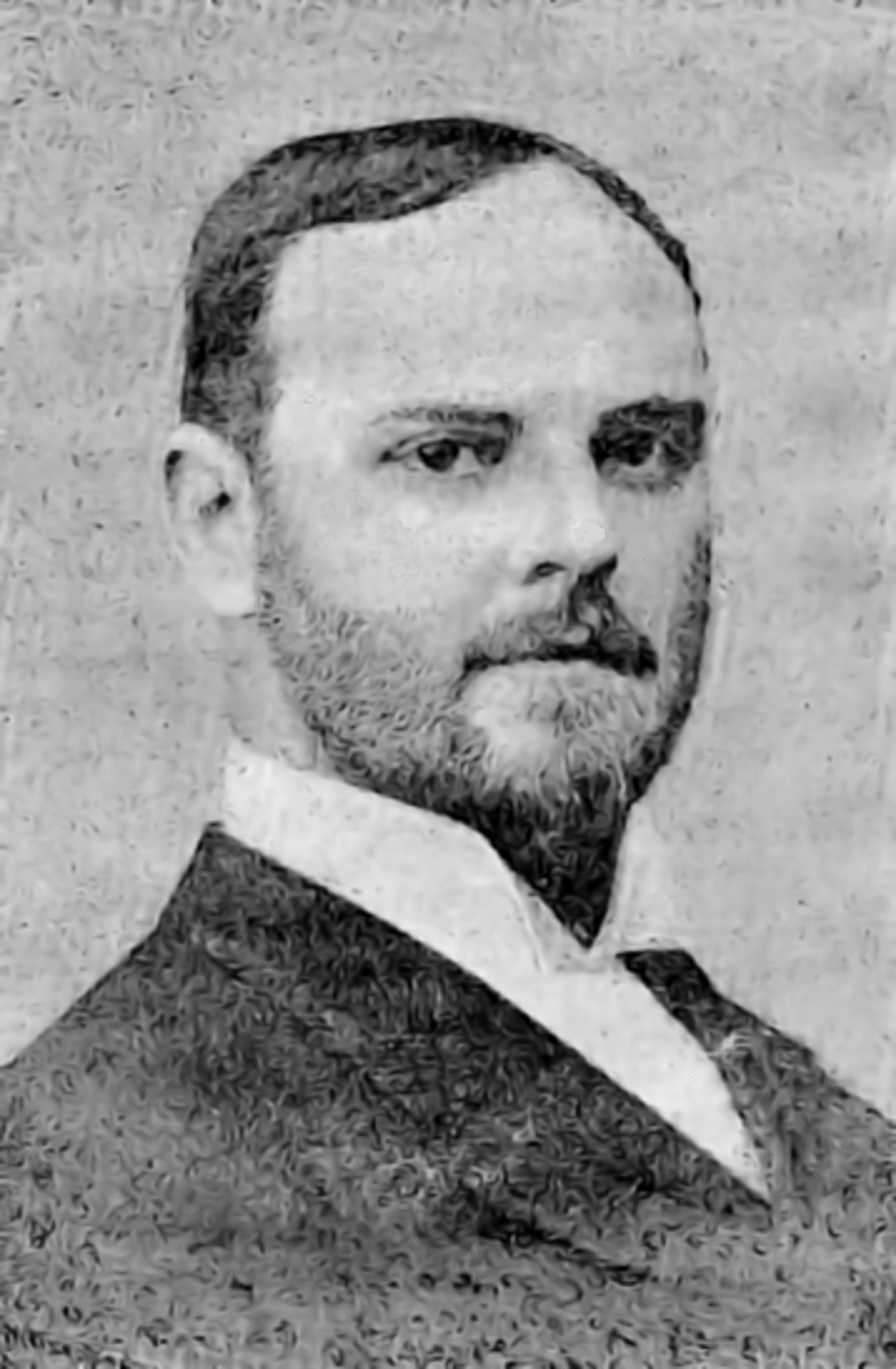
Stanton Coit lideró el movimiento ético en Gran Bretaña.

En 1885, el movimiento de cultura ética estadounidense de diez años ayudó a estimular una actividad social similar en Gran Bretaña, cuando el sociólogo estadounidense John Graham Brooks distribuyó panfletos del líder de la sociedad ética de Chicago William Salter a un grupo de británicos filósofos, incluyendo Bernard Bosanquet, John Henry Muirhead y John Stuart MacKenzie.
Uno de los colegas de Felix Adler, Stanton Coit, los visitó en Londres para discutir los "objetivos y principios" de sus contrapartes estadounidenses. En 1886 se fundó la primera sociedad ética británica. Coit asumió el liderazgo de South Place durante algunos años. Las sociedades éticas florecieron en Gran Bretaña. En 1896, las cuatro sociedades de Londres formaron la Unión de Sociedades Éticas, y entre 1905 y 1910 hubo más de cincuenta sociedades en Gran Bretaña, diecisiete de las cuales estaban afiliadas a la Unión. Parte de este rápido crecimiento se debió a Coit, quien dejó su papel como líder de South Place en 1892 después de que se le negara el poder y la autoridad por los que competía.
Debido a que estaba firmemente arraigado en la ética británica, Coit permaneció en Londres y formó la West London Ethical Society, que estaba casi completamente bajo su control. Coit trabajó rápidamente para dar forma a la sociedad del oeste de Londres no solo en torno a la cultura ética sino también a los adornos de la práctica religiosa, y cambió el nombre de la sociedad en 1914 a Ethical Church; hizo esto porque se suscribió a una teoría personal de usar "términos teológicos en un sentido humanista" para hacer que el movimiento ético atrajera a personas irreligiosas con fuertes vínculos culturales con la religión, como cristianos culturales. Coit transformó sus reuniones en "servicios", y su espacio en algo parecido a una iglesia. En una serie de libros, Coit también comenzó a abogar por la transformación de la Iglesia anglicana en una Iglesia Ética, mientras defendía la virtud del ritual ético. Sintió que la Iglesia Anglicana estaba en una posición única para aprovechar el impulso moral natural que surgió de la sociedad misma, siempre y cuando la Iglesia reemplazara la teología con la ciencia, abandonara las creencias sobrenaturales, expandiera su biblia para incluir una cultura transcultural, hiciera una selección de literatura ética y reinterprete sus credos y liturgia a la luz de la ética moderna y la psicología. Su intento de reformar la iglesia anglicana fracasó, y diez años después de su muerte en 1944, el edificio de la Iglesia Ética fue vendido a la Iglesia católica.
Durante la vida de Stanton Coit, la Iglesia Ética nunca se afilió oficialmente a la Unión de Sociedades Éticas, ni South Place. En 1920 la Unión de Sociedades Éticas cambió su nombre por el de Unión Ética. Harold Blackham, que había asumido el liderazgo de la London Ethical Church, buscó conscientemente eliminar los adornos eclesiásticos del movimiento Ethical y abogó por un simple credo de humanismo que no era afín a una religión. Promovió la fusión de la Unión Ética con la Asociación de Prensa Racionalista y la Sociedad Ética de South Place y, en 1957, se creó un Consejo Humanista para explorar la fusión. Aunque los problemas sobre el estado caritativo impidieron una fusión completa, la Unión Ética bajo Blackham cambió su nombre en 1967 para convertirse en la Asociación Humanista Británica – establecer el humanismo como la principal fuerza organizadora de la moral no religiosa y la defensa secularista en Gran Bretaña. La BHA fue el organismo sucesor legal de la Unión de Sociedades Éticas.
Entre 1886 y 1927 se iniciaron setenta y cuatro sociedades éticas en Gran Bretaña, aunque este rápido crecimiento no duró mucho. El número disminuyó constantemente a lo largo de la década de 1920 y principios de la de 1930, hasta que solo quedaron diez sociedades en 1934. En 1954 solo había cuatro. La situación llegó a ser tal que en 1971, el sociólogo Colin Campbell incluso sugirió que se podría decir "que cuando South Place Ethical Society discutió cambiar su nombre a South Place Humanist Society en 1969, el movimiento ético inglés dejó de existir".
Las organizaciones generadas por el movimiento ético del siglo XIX vivirían más tarde como el movimiento humanista británico. La Sociedad Ética de South Place finalmente cambió su nombre Sociedad Ética de Conway Hall, después de Moncure D. Conway, y normalmente se la conoce simplemente como "Conway Hall". En 2017, la Asociación Humanista Británica volvió a cambiar su nombre, convirtiéndose en Humanists UK. Ambas organizaciones forman parte de Humanists International, que había sido fundada por Harold Blackham en 1952 como la Unión Internacional Humanista y Ética.

## Perspectiva ética

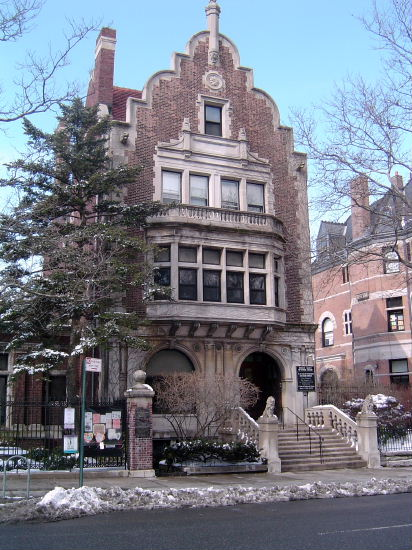
Edificio de la Sociedad de Cultura Ética de Brooklyn en Prospect Park West, originalmente diseñado por el arquitecto William Tubby como residencia para William H. Childs (inventor de Bon Ami Cleaning Powder)

Si bien los culturistas éticos generalmente comparten creencias comunes sobre lo que constituye el comportamiento ético y la teoría de la bondad y el valor, se alienta a las personas a desarrollar su propia comprensión personal de estas ideas. Esto no significa que los culturistas éticos aprueben el relativismo moral, que relegaría la ética a meras preferencias o convenciones sociales. Se considera que los principios éticos están relacionados con verdades profundas sobre la forma en que funciona el mundo y, por lo tanto, no son arbitrarios. Sin embargo, se reconoce que las complejidades hacen que la comprensión de los matices éticos esté sujeta a diálogo, exploración y aprendizaje continuos.
Mientras que el fundador de la Cultura Ética, Felix Adler, era un trascendentalista, los Culturistas Éticos pueden tener una variedad de entendimientos en cuanto a los orígenes teóricos de la ética. La clave para la fundación de Ethical Culture fue la observación de que con demasiada frecuencia las disputas sobre doctrinas religiosas o filosóficas han distraído a las personas de vivir realmente éticamente y hacer el bien. En consecuencia, "La escritura antes del credo" ha sido durante mucho tiempo un lema del movimiento.

## Modelo organizativo

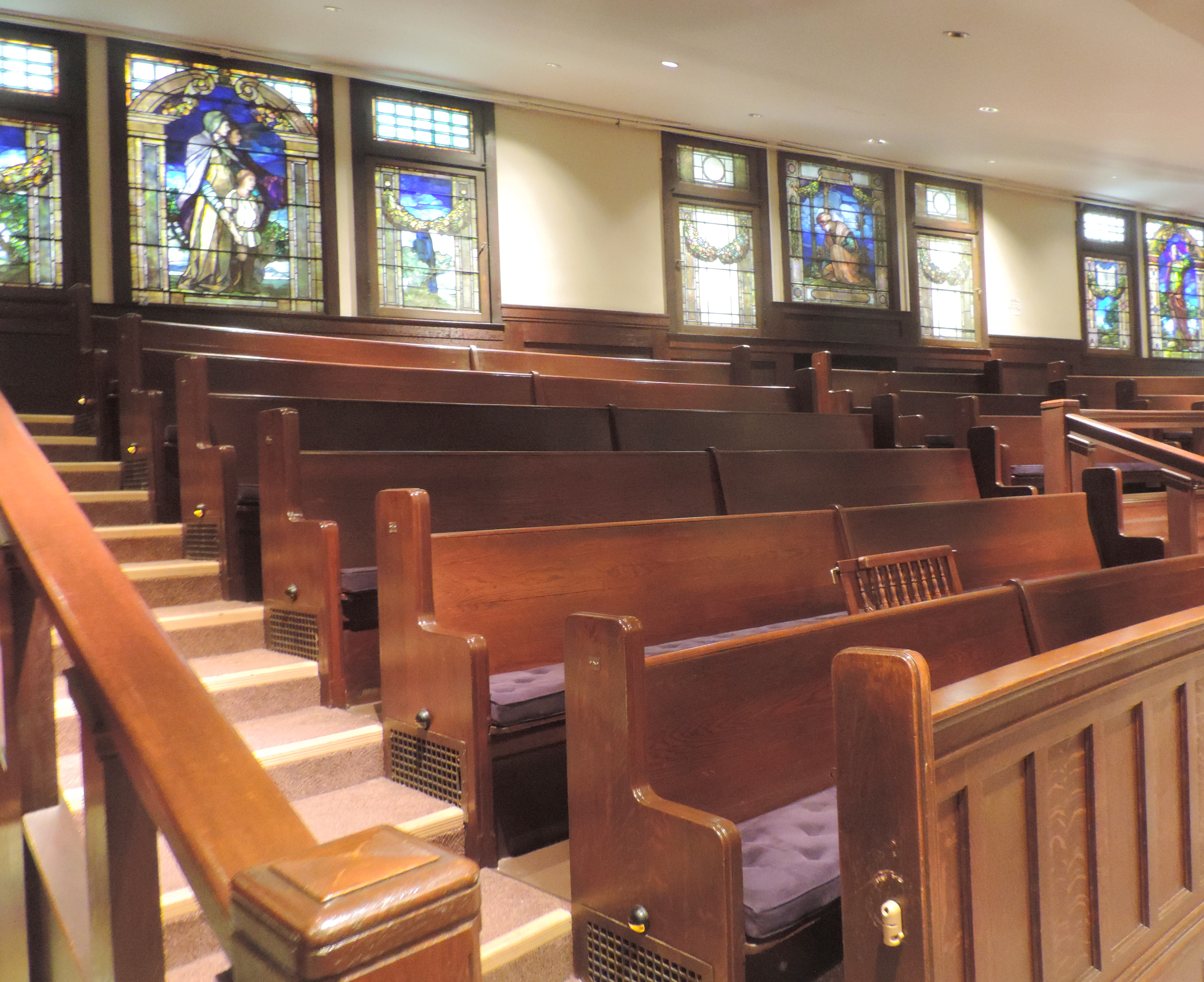
Bancos y vidrieras

Funcionalmente, las Sociedades Éticas se organizaron de manera similar a las iglesias o sinagogas y están dirigidas por "líderes" como clero. Sus fundadores habían sospechado que este sería un modelo exitoso para difundir la moralidad secular. Como resultado, una Sociedad Ética normalmente tendría reuniones los domingos por la mañana, ofrecería instrucción moral para niños y adolescentes y realizaría obras de caridad y acción social. Pueden ofrecer una variedad de programas educativos y de otro tipo. Llevan a cabo bodas, ceremonias de compromiso, nombres de bebés y servicio conmemorativo.
Los miembros individuales de la Sociedad Ética pueden o no creer en una deidad o considerar la Cultura Ética como su religión. Felix Adler dijo: "La cultura ética es religiosa para aquellos que tienen una mentalidad religiosa, y meramente ética para aquellos que no la tienen". El movimiento se considera a sí mismo una religión en el sentido de que:

La religión es ese conjunto de creencias y/o instituciones, comportamientos y emociones que vinculan a los seres humanos con algo más allá de sí mismos y fomentan en sus adherentes un sentido de humildad y gratitud que, a su vez, establece el tono de la visión del mundo y requiere ciertas disposiciones conductuales relativas a aquello que trasciende los intereses personales.

La declaración de identidad ética de Ethical Culture 2003 establece:

Es una creencia principal de la religión ética que si nos relacionamos con los demás de una manera que saca lo mejor de ellos, al mismo tiempo sacaremos lo mejor de nosotros mismos. Por lo "mejor" de cada persona, nos referimos a sus talentos y habilidades únicos que afirman y nutren la vida. Usamos el término "espíritu" para referirnos a la personalidad única de una persona y al amor, la esperanza y la empatía que existe en los seres humanos. Cuando actuamos para obtener lo mejor de los demás, alentamos la creciente ventaja de su desarrollo ético, su valor quizás aún sin explotar pero inagotable.

Desde alrededor de 1950, el movimiento de cultura ética se ha identificado cada vez más como parte del movimiento moderno Humanista. Específicamente, en 1952, la American Ethical Union (Unión Ética Estadounidense), la organización coordinadora nacional de las sociedades de Cultura Ética en los Estados Unidos, se convirtió en una de las organizaciones miembro fundadoras de la International Humanist and Ethical Union (Unión Internacional Humanista y Ética).
En el Reino Unido, las sociedades éticas rechazaron conscientemente el "modelo de iglesia" a mediados del siglo XX, mientras aún brindaban servicios como bodas, funerales y nombramientos de forma secular.

## Ideas clave
Si bien Ethical Culture no considera las opiniones de su fundador como necesariamente la última palabra, Adler identificó ideas centrales que siguen siendo importantes dentro de Ethical Culture. Estas ideas incluyen:
- Valor humano y singularidad: se considera que todas las personas tienen un valor inherente, que no depende del valor de lo que hacen. Son merecedores de respeto y dignidad, y sus dones únicos deben ser alentados y celebrados.[2]
- Obtener lo mejor: "Actúa siempre para obtener lo mejor de los demás y, por lo tanto, de ti mismo" es lo más cerca que la cultura ética llega a tener una regla de oro.[2]
- Interrelación: Adler usó el término La variedad ética para referirse a su concepción del universo como compuesto por una miríada de agentes morales únicos e indispensables (seres humanos individuales), cada uno de los cuales tiene una inestimable influencia sobre todos los demás. En otras palabras, todos estamos interrelacionados, cada persona desempeña un papel en el todo y el todo afecta a cada persona. Nuestra interrelación está en el corazón de la ética.

Muchas sociedades éticas exhiben de manera destacada un cartel que dice "El lugar donde la gente se reúne para buscar lo más alto es Tierra Santa".

## Ubicaciones
La mayor concentración de sociedades éticas se encuentra en el área metropolitana de Nueva York, incluidas las sociedades de Nueva York, Manhattan, el Bronx, Brooklyn, Queens, Westchester y el condado de Nassau; y Nueva Jersey, como Bergen y los condados de Essex, Nueva Jersey.
Las sociedades éticas existen en varias ciudades y condados de EE. UU., incluidos Austin, Texas; Baltimore; Chapel Hill; Asheville, Carolina del Norte; Chicago; San José, California; Filadelfia; San Luis; St. Peters, Misuri; Washington D. C.; Lewisburg, Pensilvania y Vienna, Virginia.
Las sociedades éticas también existen fuera de los EE. UU. Conway Hall, en Londres, es la sede de la Sociedad ética de South Place, que fue fundada en 1787.

## Estructura y eventos
Las sociedades éticas suelen estar dirigidas por "Líderes". Los líderes están capacitados y certificados (el equivalente a la ordenación) por la American Ethical Union. Las sociedades involucran a los líderes, de la misma manera que las congregaciones protestantes "llaman" a un ministro. No todas las sociedades éticas tienen un líder profesional. (En el uso típico, el movimiento Ético usa mayúsculas para distinguir a los líderes profesionales certificados de otros líderes). Una junta de ejecutivos maneja los asuntos del día a día, y los comités de miembros se enfocan en actividades específicas y compromisos de la sociedad.
Las sociedades éticas suelen celebrar reuniones semanales los domingos, y el evento principal de cada reunión es la "Plataforma", que implica un discurso de media hora del líder de la sociedad ética, un miembro de la sociedad o invitados. La escuela dominical para menores también se lleva a cabo en la mayoría de las sociedades éticas concurrentes con la Plataforma.
La American Ethical Union celebra una asamblea anual de AEU que reúne a sociedades éticas de todo EE. UU.

## Desafíos legales
El estado fiscal de las Sociedades Éticas como organizaciones religiosas se ha confirmado en casos judiciales en Washington D. C. (1957) y en Austin, Texas (2003). Al impugnar la denegación del estatus de exención de impuestos, la Corte de Apelaciones del Estado de Texas decidió que "la prueba del Contralor era inconstitucionalmente insuficiente y que la Sociedad Ética debería haber calificado para las exenciones de impuestos solicitadas... Debido a que la prueba del Contralor no incluye toda la gama de sistemas de creencias que pueden, en nuestra sociedad diversa y pluralista, merecer la protección de la Primera Enmienda..."

## Simpatizantes
El primer ministro británico Ramsay MacDonald fue un fuerte partidario del movimiento ético británico, habiendo sido cristiano anteriormente en su vida. Fue miembro de la Iglesia Ética y la Unión de Sociedades Éticas (ahora Humanists UK), así como asistente regular a la Sociedad Ética de South Place. Durante el tiempo que estuvo involucrado con el movimiento Ético, presidió la reunión anual de la Unión Ética en múltiples ocasiones y escribió para la revista Ethical World de Stanton Coit.
La crítica y alpinista británica Leslie Stephen fue una destacada defensora de la cultura ética en el Reino Unido, ocupó varios mandatos como presidenta de la West London Ethical Society y participó en la creación de la Unión de sociedades éticas.
Albert Einstein era un partidario de la cultura ética. En el septuagésimo quinto aniversario de la Sociedad de Cultura Ética de Nueva York, en 1951, señaló que la idea de Cultura Ética encarnaba su concepción personal de lo que es más valioso y perdurable en el idealismo religioso. La humanidad requiere tal creencia para sobrevivir, argumentó Einstein. Observó: "Sin 'cultura ética' no hay salvación para la humanidad".
La primera dama Eleanor Roosevelt era una asistente regular a la Sociedad de Cultura Ética de Nueva York en un momento en que el humanismo comenzaba a fusionarse en su forma moderna, y allí desarrolló amistades con los principales humanistas e intelectuales éticos de su época. Colaboró con Al Black, líder de la Sociedad Ética, en la creación de su Campamento de Ciudadanía a nivel nacional. Mantuvo su participación en el movimiento cuando figuras de ambos lados del Atlántico comenzaron a abogar por organizarse bajo la bandera del humanismo secular. Proporcionó un respaldo de portada para la primera edición de Humanism as the Next Step (1954) de Lloyd y Mary Morain, diciendo simplemente que era "Un libro significativo".

## Otras lecturas
- Ericson, Edward L. The Humanist Way: An Introduction to Ethical Humanist Religion. A Frederick Ungar book, The Continuum Publishing Company. 205 pages, 1988.
- Muzzey, David Saville. Ethics as a Religion, 273 pages, 1951, 1967, 1986.
- Radest, Howard. Toward Common Ground: The Story of the Ethical Societies in the United States. Ungar, 1969

- Datos: Q1371265
- Multimedia: Ethical Culture / Q1371265